# Dialectul landler
Dialectul landler (în germană Siebenbürgisch Landlerisch) este un dialect german al landlerilor (în germană Siebenbürger Landler), o comunitate vorbitoare de limbă germană de origine austriacă, parte a germanilor din România, care locuiește în județul Sibiu (germană Kreis Hermannstadt) în sudul Transilvaniei, centrul României. Dialectul landler este un dialect sudic al limbii germane și are multe trăsături lingvistice în comun cu cel bavarez (germană Bairisch). Se estimează că aproximativ 1.500 de persoane vorbesc acest dialect al limbii germane la nivel nativ.

## Localizare geografică

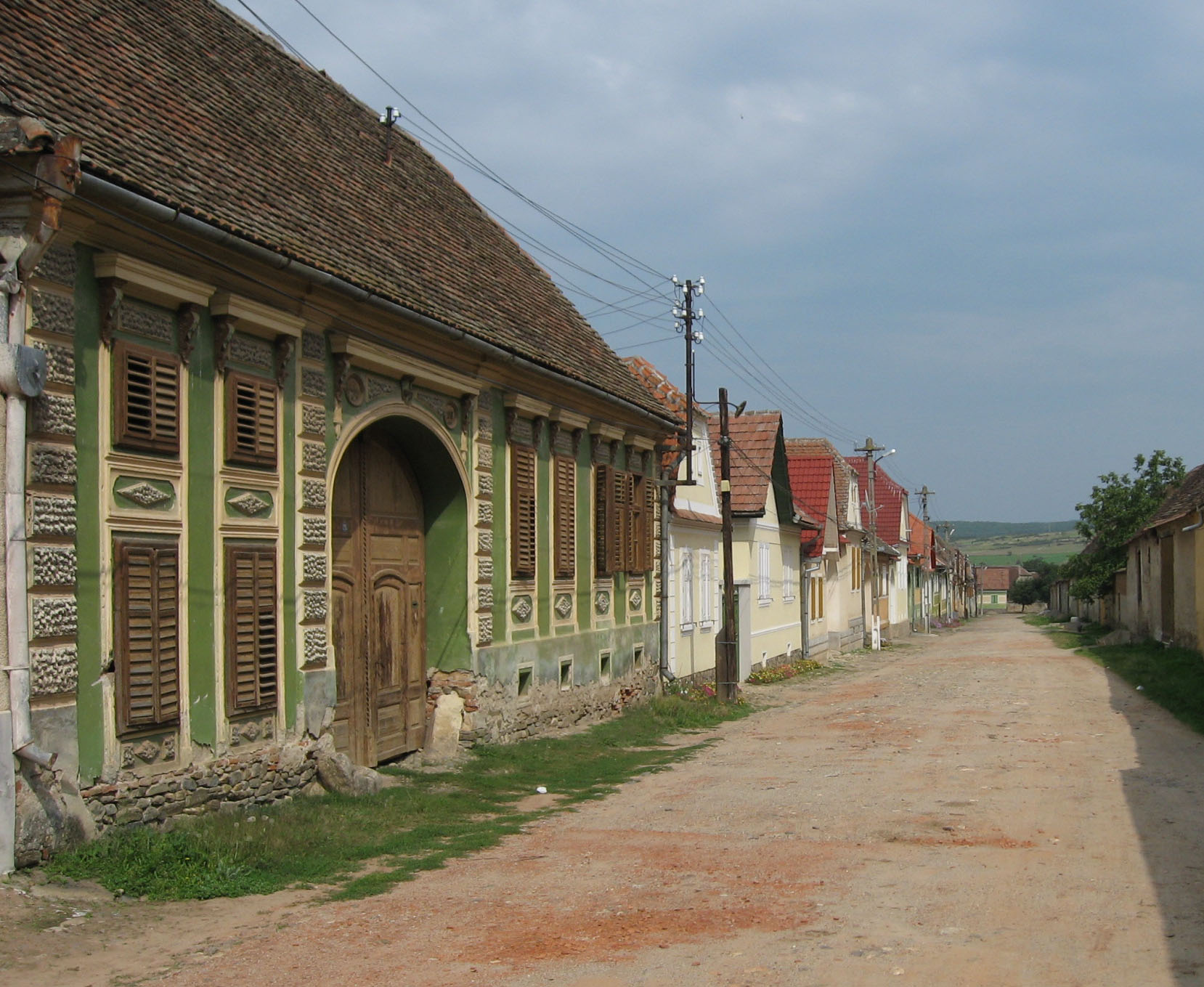
Apoldu de Sus (Großpold), unde a trăit în trecut o comunitate semnificativă de landleri.

În mod tradițional, dialectul landler s-a vorbit în câteva localități din județul Sibiu unde, în trecut, mai precis în secolul al XVIII-lea, li s-a permis protestanților austrieci (mai precis luterani) să se stabilească, aceștia fiind anterior expulzați din zona Salzkammergut pe criteriu religios. Aceste localități sunt: Cristian (Großau), Apoldu de Sus (Großpold) și Turnișor (Neppendorf). Strămoșii landlerilor transilvăneni provin din Austria Superioară (germană Oberösterreich), Stiria (germană Steiermark) și Carintia (germană Kärnten). Dialectul landler din Transilvania era vorbit și de 40 de vorbitori nativi din Sebeș (germană Mühlbach), judetul Alba in trecut. În consecință, landlerii au fost înconjurați în mare parte de vorbitori de limbă română și de sași transilvăneni (care le-au influențat ulterior și dialectul).
Comunitatea landlerilor din Transilvania locuiește în județul Sibiu încă de la mijlocul secolului al XVIII-lea. Dialectul lor este considerat un dialect german pe cale de dispariție, deoarece este vorbit în cea mai mare parte de 200 de persoane în vârstă în Transilvania și câteva sute în Germania. Pe lângă dialectul lor, landlerii ardeleni mai vorbesc de asemenea:
- Germana standard (Hochdeutsch);
- Dialectul săsesc (Siebenbürgisch-Sächsisch);
- Limba română.

## Numărul de vorbitori în trecut
În trecut, la începutul secolului al XX-lea și mai precis în anii 1930, se estimează că numărul total de vorbitori ai dialectului landler în cele trei comunități rurale ale lor din sudul Transilvaniei a atins un vârf de 6.000. Acest număr, totuși, a scăzut treptat la o minoritate foarte mică până în prezent, acest dialect german fiind vorbit de aproximativ 1.500 de oameni din întreaga lume.

## Multilingvism
Toți landlerii din Transilvania vorbesc dialectul săsesc și germana standard (Hochdeutsch), pe lângă dialectul lor. Totodată, landlerii vorbesc și limba română.